# Making History
Making History è una serie televisiva statunitense ideata da Julius Sharpe trasmessa dal 5 marzo 2017 sulla rete televisiva Fox.

## Trama
Due amici trovano il modo di viaggiare attraverso il tempo, alla ricerca di verità, giustizia e ricchezza. Visitano alcuni dei più grandi momenti storici, in uno scontro tra pop culture e storia, complicando ulteriormente le loro vite nel 2016.

## Episodi
| Stagione       | Episodi | Prima TV USA | Pubblicazione Italia |
| -------------- | ------- | ------------ | -------------------- |
| Prima stagione | 9       | 2017         | 2022                 |

## Personaggi e interpreti

### Personaggi principali
- Daniel "Dan" Chambers, interpretato da Adam Pally, doppiato da Ruggero Andreozzi.
- Deborah Revere, interpretata da Leighton Meester, doppiata da Eleonora Reti.
- Chris Parrish, interpretato da Yassir Lester, doppiato da Fabrizio De Flaviis.
- John Hancock, interpretato da John Gemberling, doppiato da Emanuele Durante.
- Sam Adams, interpretato da Neil Casey, doppiato da Teo Bellia.

### Personaggi ricorrenti
- Paul Revere, interpretato da Brett Gelman.
- Al Capone, interpretato da Tim Robinson.
- Mae Capone, interpretata da Stephanie Escajeda.

## Produzione
Il 24 febbraio 2016 Adam Pally viene scelto per interpretare Dan. Nel mese di marzo 2016 entrano nel cast Leighton Meester, e Yassir Lester per il ruolo di Chris, mentre l'8 giugno 2016 John Gemberling e Neil Casey vengono scelti per interpretare rispettivamente John Hancock e Sam Adams.
Il 28 ottobre 2016 la Fox ha ridotto il numero di episodi previsti da 13 a 9. A maggio 2017 Fox cancella la serie dopo una sola stagione prodotta.